# Duffel-coat

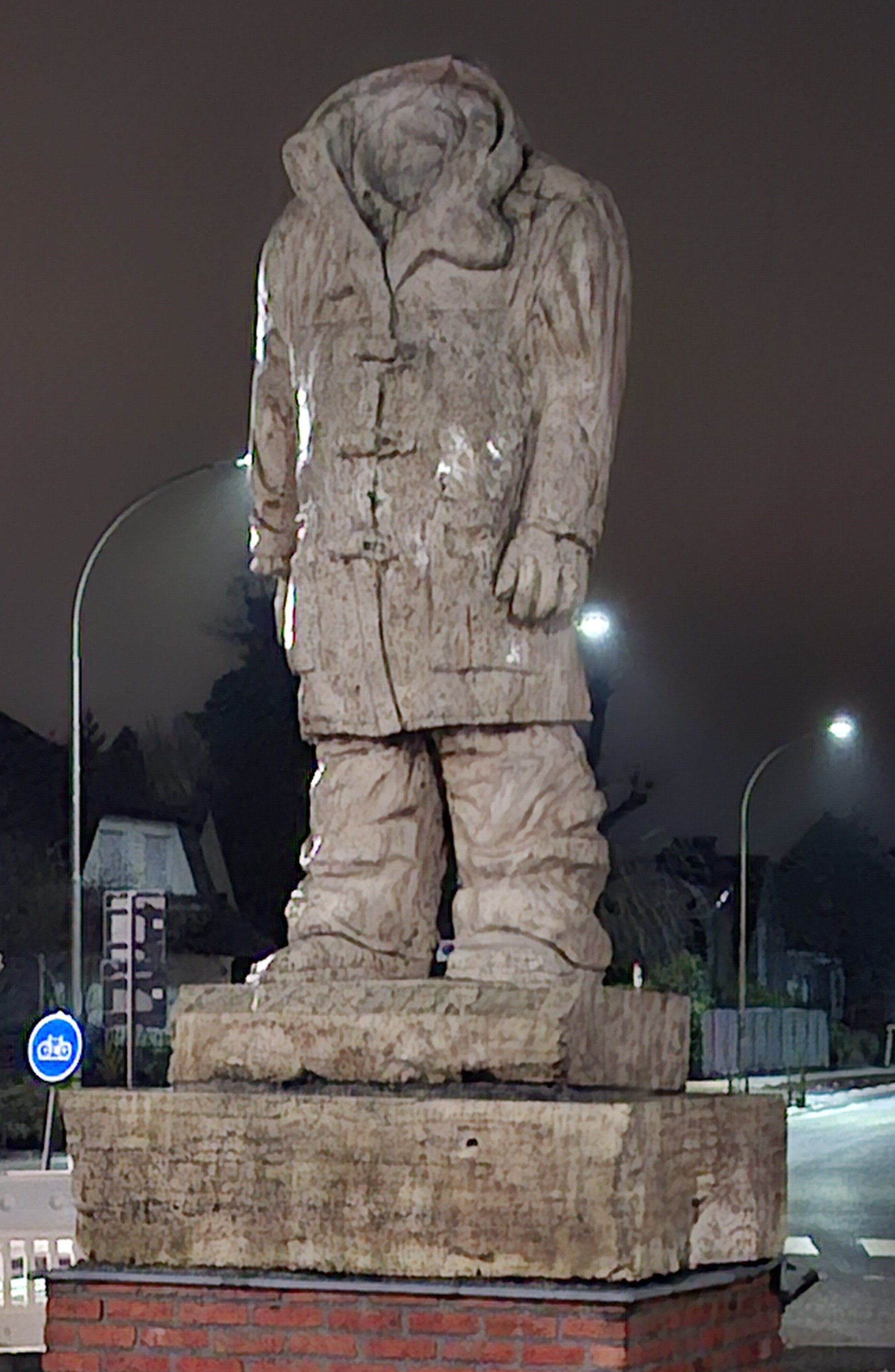
statue De Duffelcoat de Duffel

Le duffel-coat, ou dufflecoat, est un manteau trois-quarts avec capuchon. Il tient son nom du matériau utilisé pour sa confection, le duffel, une sorte de laine épaisse, fabriquée originellement à Duffel, près d'Anvers en Belgique.

## Description

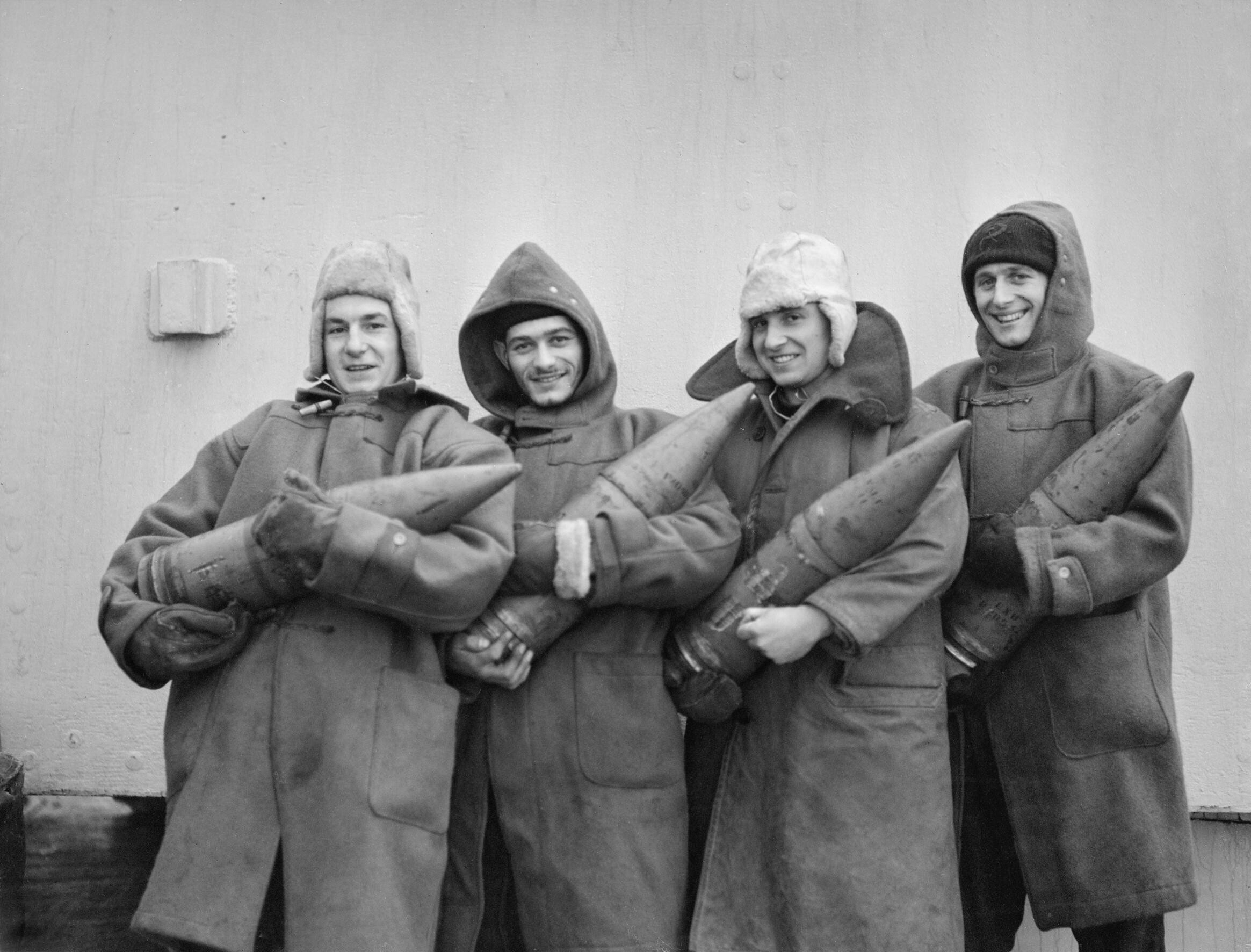
Marins de la Royal Navy en duffel-coat, en janvier 1943.

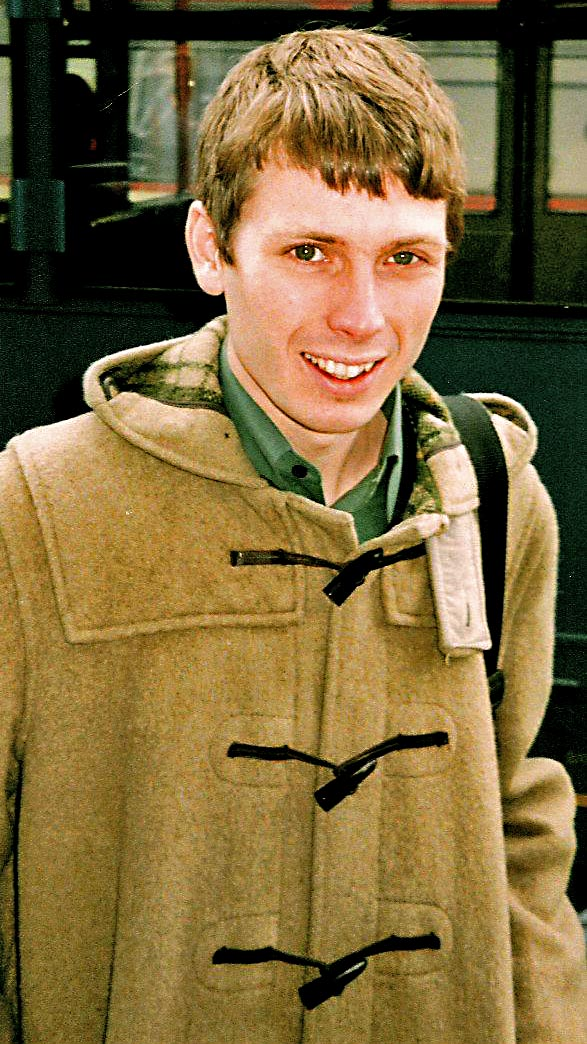
Le chanteur Alex Kapranos du groupe Franz Ferdinand avec un duffel-coat, en 2005.

Le duffel-coat est un manteau en drap de laine épais, doublé aux épaules et équipé de deux grandes poches plaquées.
Il se singularise par :
- une grande capuche qui revient jusque devant le cou, où elle est boutonnable, et protège ainsi toute la partie généralement exposée (cou, nuque, etc.) ;
- ses attaches, très particulières, faites en petits cônes incurvés de bois, appelés brandebourgs (en référence à une ville proche de Berlin, et aux uniformes de l'armée prussienne) tenus par des liens en corde — ou parfois de corne tenues par un lien de cuir — qu'on introduit dans une petite boucle. Les attaches de cuir sont très souvent retenues par un petit triangle de cuir plus clair ou de duffle. Elles auraient été conçues pour être facilement ouvrables et fermables par les marins lorsqu'ils portaient de gros gants.

Sa forme est ample afin de faciliter les mouvements. Il est fréquemment doublé d'un tartan à l'intérieur et long, jusqu'à mi-cuisse environ, mais il existe des modèles trois-quarts ou courts. Bien que les couleurs les plus courantes soient sombres (bleu marine notamment), le modèle militaire, notamment celui porté par le field marshal Bernard Montgomery, est beige ou sable. Du fait de cette référence, le duffel-coat est parfois appelé monty-coat.

## Dénomination
L'Office de la langue française du Québec recommande de remplacer ce mot par « canadienne » .

## Histoire
Il a été créé au XIXe siècle en Angleterre à l'usage des marins. Son port par les marins de la Royal Navy est attesté en 1863.
L'Amirauté britannique a remarqué une réalisation du tailleur et manufacturier britannique John Partridge, qui a confectionné des duffle-coats en laine de Duffel .
Après la Seconde Guerre mondiale, un couple de confectionneurs anglais, Harold et Freda Morris, teignent le manteau, réduisent sa capuche, mettent des doublures colorées et remplacent les fermoirs par des modèles davantage luxueux (en cuir et en corne) ; ils créent également la marque Gloverall, installée à Londres, qui comme Tibbett devenue Original Montgomery, reprend le modèle à l'armée anglaise et le popularise auprès du grand public.

## Usage
Le duffel-coat est populaire en Europe, notamment en Angleterre d'où il vient. En France, populaire jusque dans les années 1960, il a longtemps été associé aux milieux religieux, bourgeois, voire à la province pour les Parisiens.
Comme le caban, il a encore bénéficié d'une remise à la mode, surtout sur les podiums des défilés hiver 2011 qui le mettent à l'honneur, faisant ainsi pendant à la grossière doudoune (marques Maje, Sandro, Bensimon Collection entre autres). Il reste toutefois accepté et courant chez les enfants.
Le duffel-coat revient en force également chez les amateurs de rock et de pop anglaise, grâce notamment aux groupes Oasis — dont Liam, le chanteur, est un inconditionnel qui n'hésite pas à le porter sur scène — ou encore les Belle and Sebastian et Alex Kapranos, du groupe écossais Franz Ferdinand.

## Culture populaire

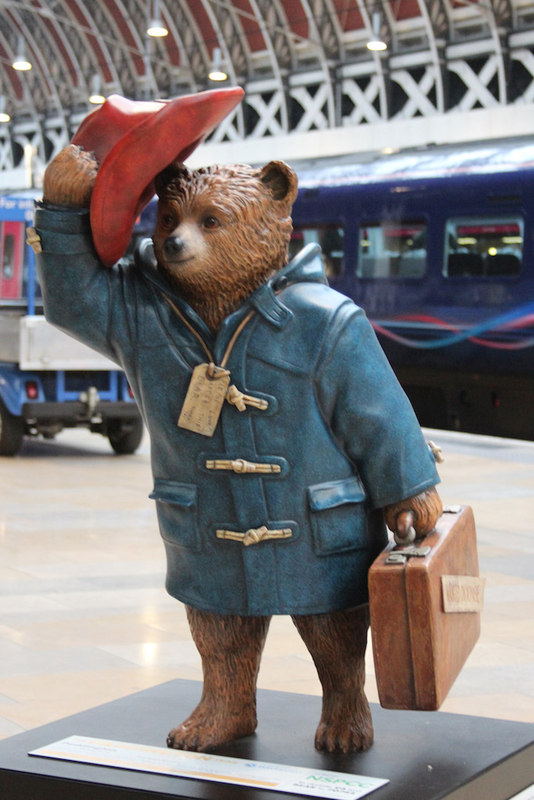
L'ours fictif Paddington porte un duffle-coat.

Le duffle-coat est évoqué dans le 109e des 480 souvenirs cités par Georges Perec dans Je me souviens.
Il fait partie des attributs de Gaston Lagaffe.